# Acronicta continua
Acronicta continua là một loài bướm đêm trong họ Noctuidae.